# Rupsi
Rupsi (Duits: Jakobshof) is een plaats in de Estlandse gemeente Peipsiääre, provincie Tartumaa. De plaats heeft de status van dorp (Estisch: küla) en heeft 11 inwoners (2021).
Tot in oktober 2017 hoorde Rupsi bij de gemeente Alatskivi. In die maand werd Alatskivi bij de gemeente Peipsiääre gevoegd.

## Ligging
De plaats grenst in het noordoosten aan het meer Lahepera järv.
De rivier Kargaja stroomt door het dorp. Ook de Tugimaantee 43, de secundaire weg van Aovere via Kallaste naar Kasepää, komt door Rupsi.

## Geschiedenis
Rupsi werd voor het eerst genoemd in 1582 onder de naam Rupus, een nederzetting op het landgoed Allatzkiwwi (Alatskivi). In 1627 werd de plaats als Rups unter Allaskiwi Moysa genoemd als dorp. In 1826 was Rupsi onder de naam Jakobshof een ‘Hoflage’ geworden, een niet-zelfstandig landgoed onder Allatzkiwwi. In het midden van de 19e eeuw was de Hoflage alweer verdwenen en was Rupsi alleen nog een dorp.
In 1977 werd het buurdorp Metsanuka en het grootste deel van Jura bij Rupsi gevoegd.
De broers Jakob en Juhan Liiv groeiden op in Rupsi. In de boerderij waar ze woonden is een klein museum ingericht.

## Foto's

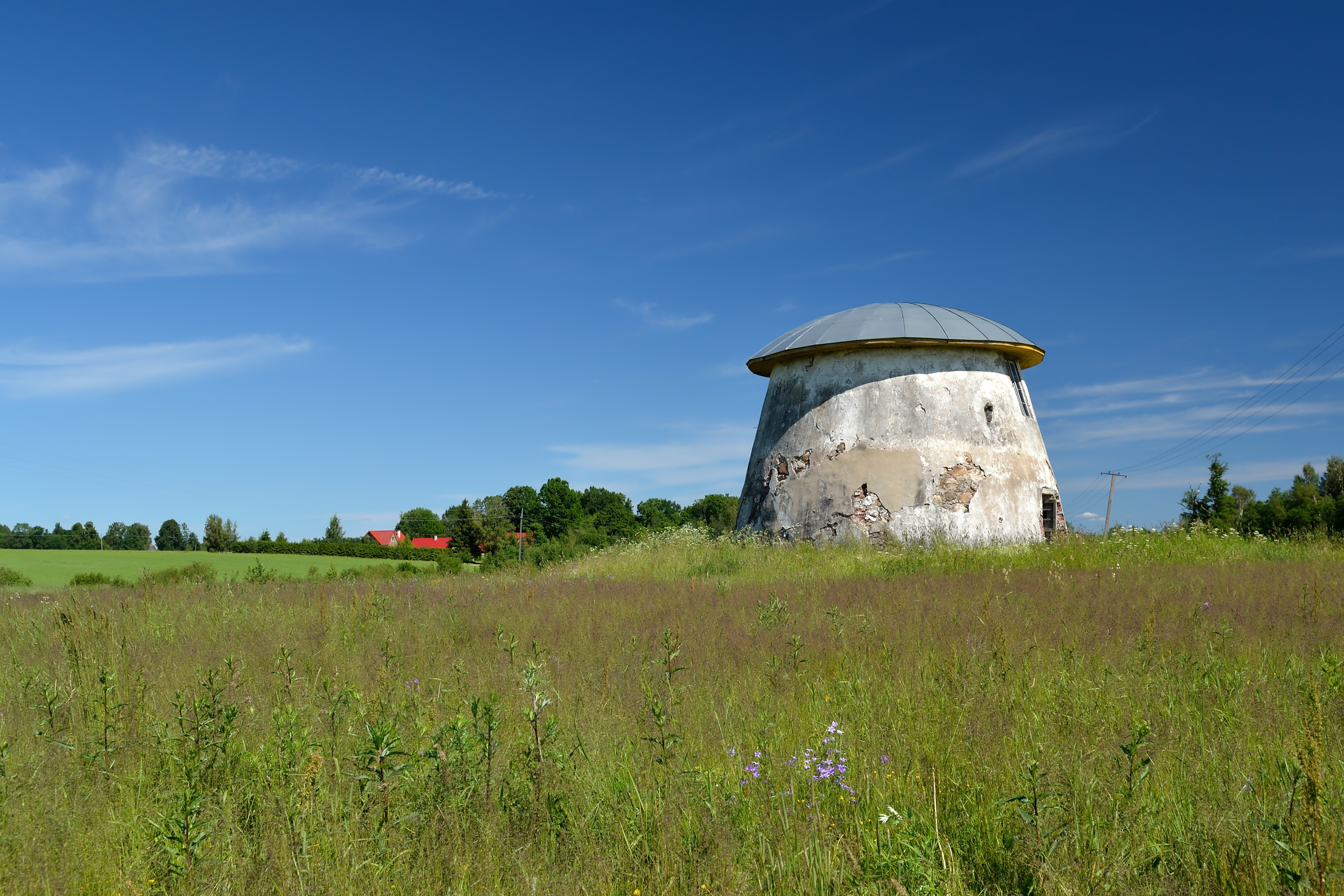
Restant van een windmolen
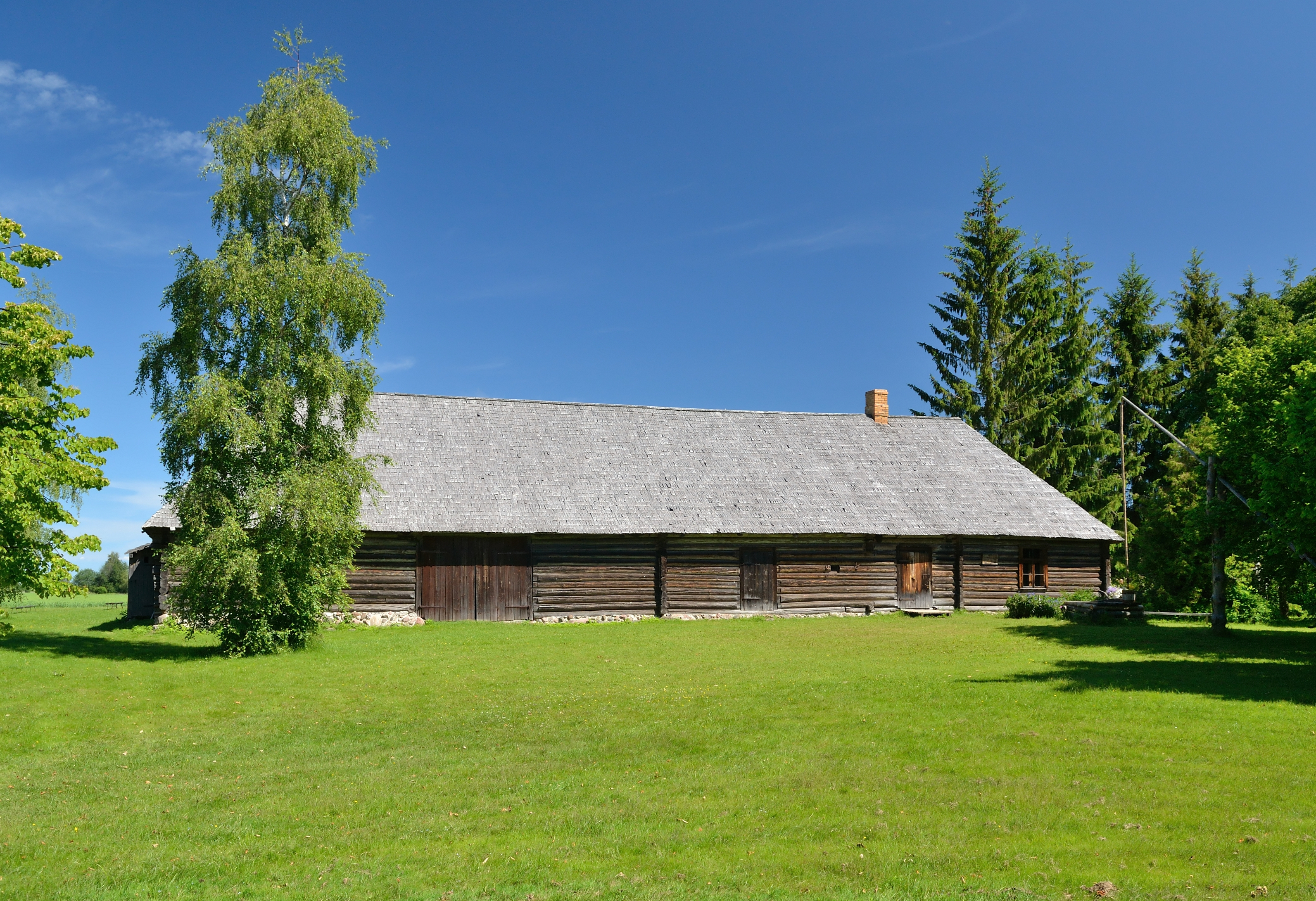
Het woonhuis van Juhan en Jakob Liiv
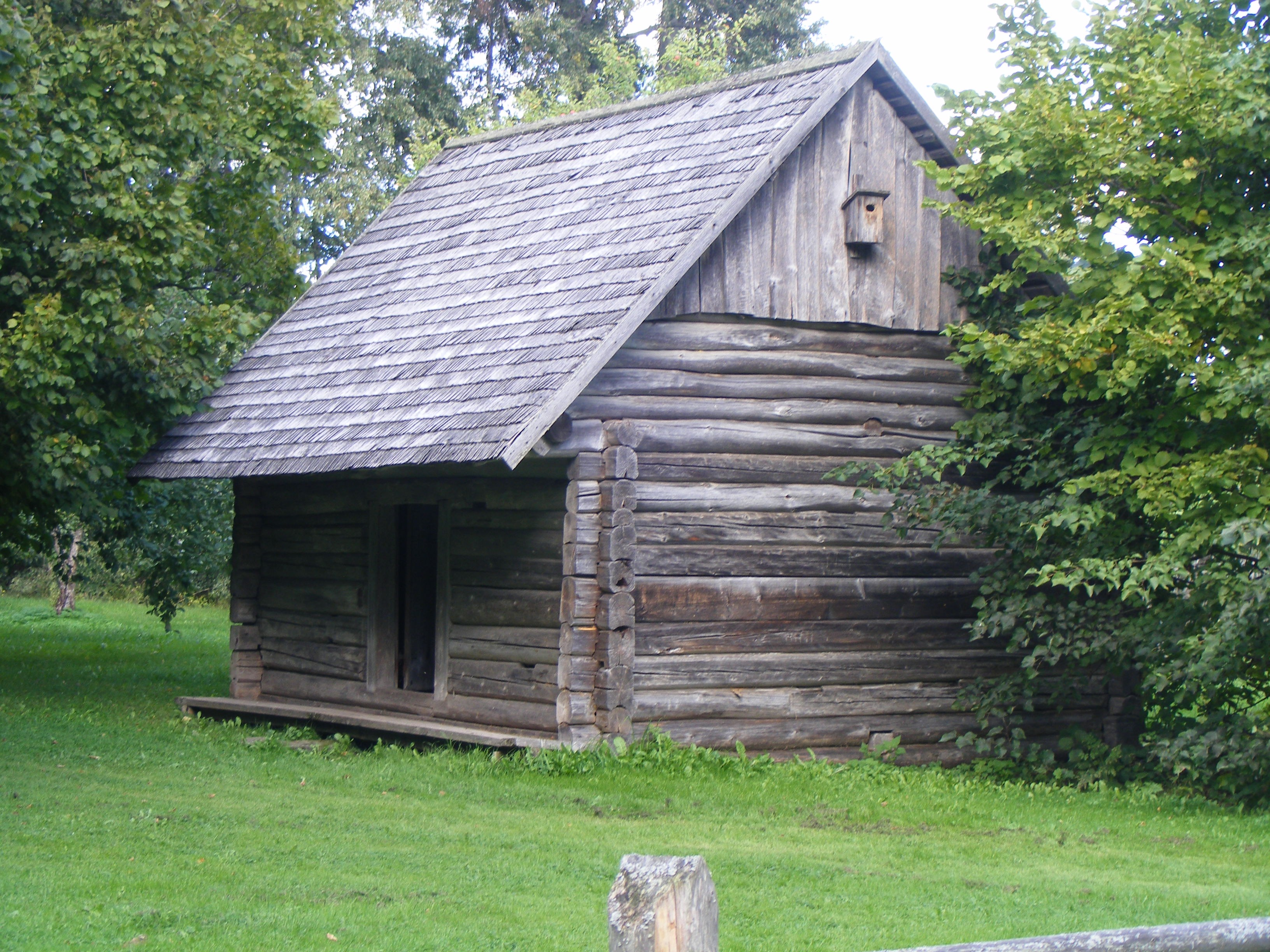
Schuur bij het woonhuis